# ۴ دلو
۴ دلو یک ستاره است که در صورت فلکی دلو قرار دارد.